# Rostfarbiger Fingerhut
Der Rostfarbige Fingerhut (Digitalis ferruginea), auch Rostfarbener Fingerhut, Braunroter Fingerhut, Rotbrauner Fingerhut und Rostiger Fingerhut genannt, ist eine Pflanzenart aus der Gattung der Fingerhüte (Digitalis) in der Familie der Wegerichgewächse (Plantaginaceae). Der Gattungsname Digitalis leitet sich vom lateinischen Wort digitus für Finger ab und bezieht sich auf die charakteristische Blütenform. Der artspezifische Namensteil ferruginea bedeutet „rostfarben, rostbraun, eisenartig, eisengrau“ und bezieht sich hier auf die braunrote Blütenfarbe. Alle Pflanzenteile sind hochgiftig.

## Beschreibung

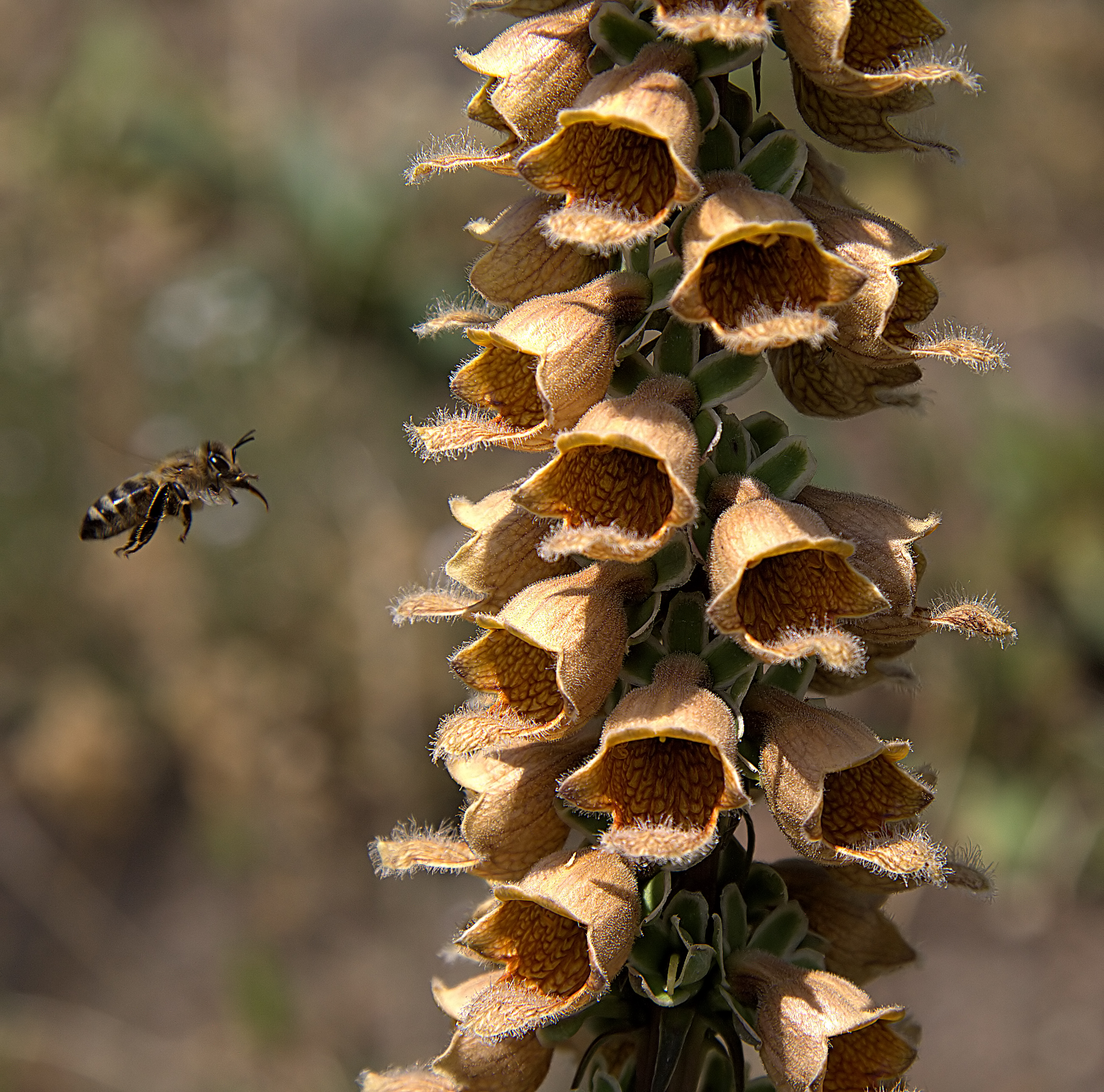
Mittlerer Teil eines Blütenstands

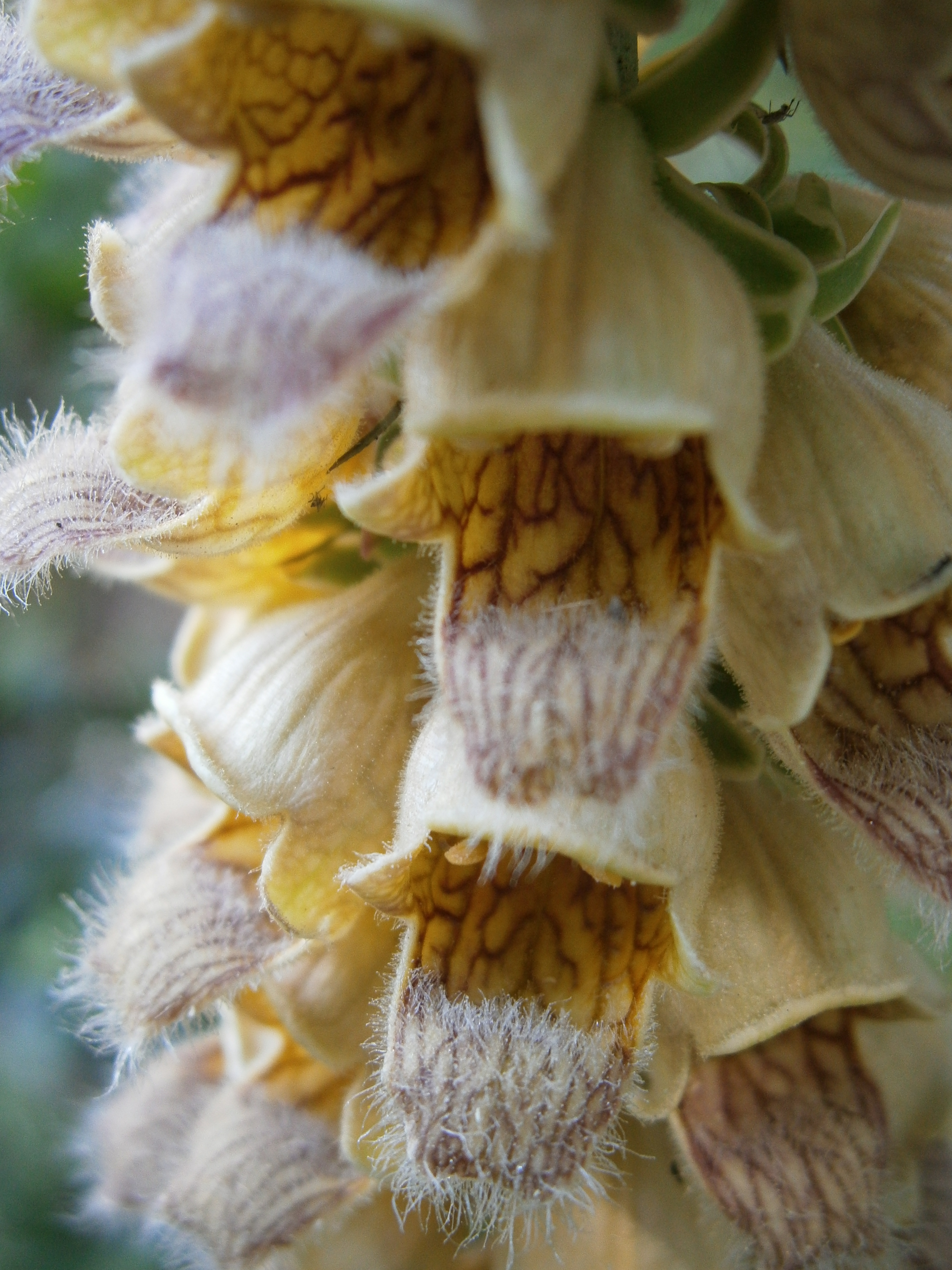
Blütenunterlippen mit Härchen

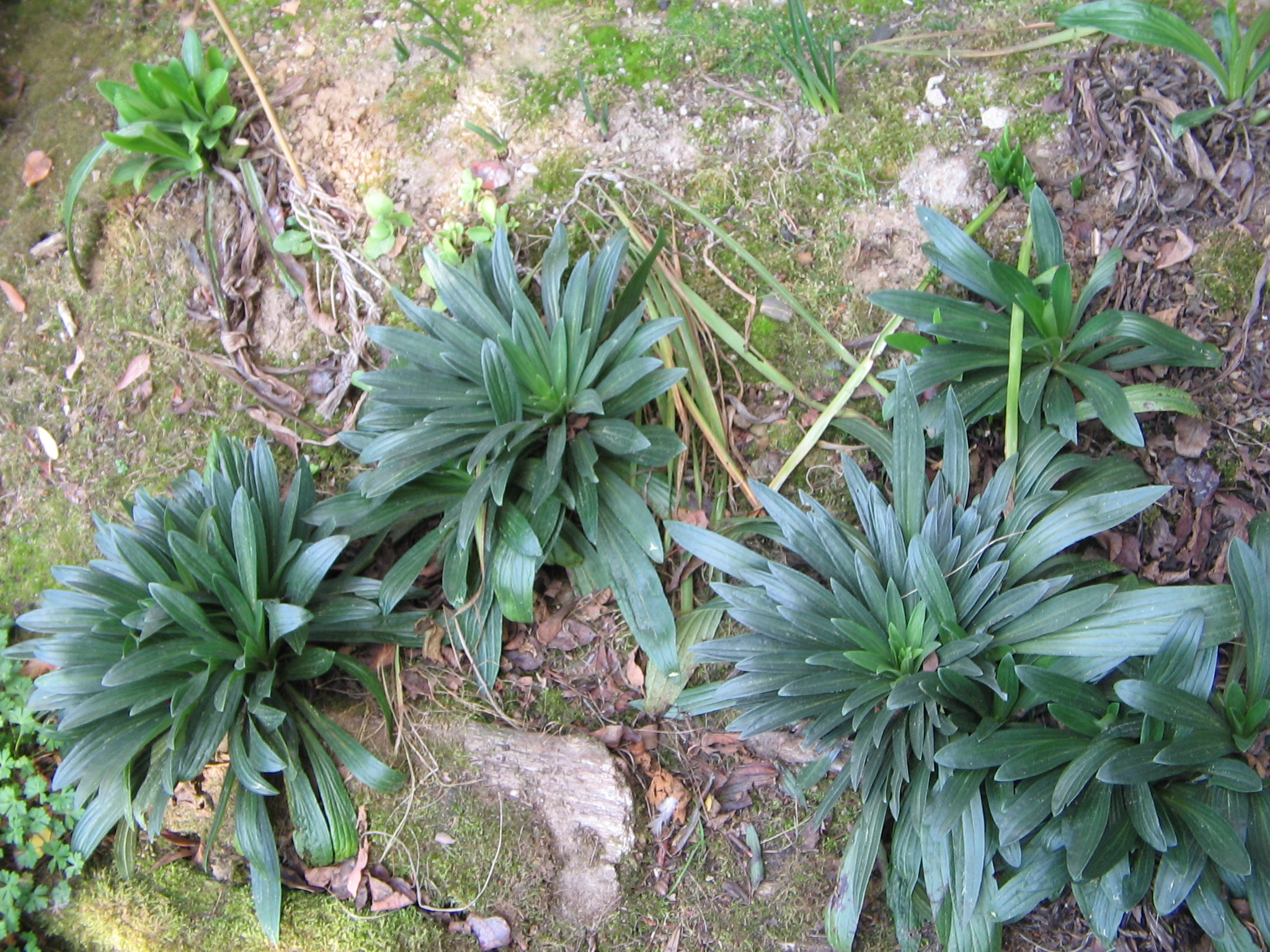
Blattrosetten des Rostfarbigen Fingerhuts

### Vegetative Merkmale
Der Rostfarbige Fingerhut wächst als zweijährige bis kurzlebige Staude. Im ersten Jahr bildet sie eine Grundblattrosette mit schmalen 10–20 cm langen Basalblättern aus. Im Folgejahr treibt aus der Blattrosette ein bis zu 120 cm hoher, dicht beblätterter und mit Blüten besetzter Stängel. Die Laubblätter sind lanzettlich, auf der Oberseite glatt, auf der Unterseite entlang der Blattadern etwas behaart.

### Generative Merkmale
Der endständige, traubige Blütenstand ist dicht mit gelbbraunen bis rostroten Blüten besetzt. Die zwittrigen, zygomorphen Blüten sind 1,8 bis 3,5 cm lang und innen dunkler geadert. Sie besitzen eine zungenförmige Unterlippe, die auf der Ober- und Unterseite mit langen hellen Härchen bedeckt ist. Die Blütezeit reicht von Juli bis August. Nach der Blüte und Fruchtreife stirbt die Blattrosette in der Regel ab. Die Pflanze bildet aber häufig aus den basalen Achselknospen neue Grundrosetten, so dass sie mehrere Blühjahre überstehen kann.

### Chromosomensatz
Die Chromosomenzahl beträgt 2n = 56.

## Ökologie
Die Fingerhutblüten werden von vielen Bienenarten bestäubt, insbesondere von langrüsseligen Hummeln wie Gartenhummel, Feldhummel und Ackerhummel. Die Staubbeutel und Narben liegen weit hinten an der Innenwand der Blüte, so dass Insekten zum Erreichen des Nektars in die Blüte hineinkriechen und die Staubgefäße streifen. Gerade größere behaarte Insekten werden dabei mit Pollen beladen. Dagegen werden viele kleinere Insektenarten durch die langen Härchen auf der Blütenunterlippe davon abgehalten, in die Blüten zu kriechen.

## Vorkommen
Der Rostfarbige Fingerhut ist von Italien ostwärts über die Balkanhalbinsel und die Karpaten bis Türkei, Georgien, Armenien und Aserbaidschan sowie in Syrien und Libanon beheimatet. Er besiedelt Wälder und Gebüsche submontaner und montaner Höhenlagen bis 2700 m. In Deutschland gibt es unbeständige (neophytische) Vorkommen.
Der Rostfarbige Fingerhut bevorzugt Waldränder, Schlagfluren und Gebüsche an sonnigen bis halbschattigen Standorten. Die Pflanze toleriert sowohl saure als auch alkalische Böden, benötigt aber einen Boden mit guter Wasserhaltefähigkeit. In Parks und Gärten wird sie als Zierpflanze verwendet. Im Verbreitungsgebiet sind die Sommer meist niederschlagsarm. Die Pflanze wächst dort bevorzugt auf Böden mit groben, porösen Bestandteilen, die nur langsam trocknen.

## Verwendung
Der Rostfarbige Fingerhut bildet wie viele andere Fingerhutarten eindrucksvolle Blütenstände und wird deshalb als Zierpflanze angebaut. Er gehört zu den schattenverträglichen, hochwüchsigen Blütenstauden und bereits seine dunkelgrün glänzenden Blattrosetten gelten als sehr dekorativ. Die Sorte 'Gigantea' besitzt größere, 4 cm lange Blüten, die Sorte 'Gelber Herold' hat senffarbene (gelbbraune) Blüten. Beide Sorten werden in normalem Gartenboden bis 150 cm groß. In der Gartenarchitektur gelten die Blütenfarben des Rostfarbigen Fingerhuts als effektvolles Orange und werden als bernstein-, pfirsich- oder apricotfarben beschrieben. Die Pflanze gilt als „eher wild wirkend“ und als wertvolle Strukturpflanze im naturnahen Garten. Weil sich der Fingerhut als monokarpe Pflanze über die Jahre in einer Staudenpflanzung nur durch Selbstaussaat erhalten kann und dafür offenen unbearbeiteten Boden benötigt, hält er sich bei konventioneller Staudenpflege meist nicht lange im Bestand. Der niederländische Landschaftsgärtner Henk Gerritsen umgab den Rostfarbigen Fingerhut im Kräutergarten der Priona-Gärten mit Wermut, Ysop, Thymian, Weinraute und Oregano. Er sah Fingerhüte als „verspielte Zweijährige“ („playful biennials“), die das Gartenbild beleben, weil sie jedes Jahr an einem anderen Ort blühen.
Die Pflanze enthält medizinisch wirksame Herzglykoside. Das pharmakologische Hauptinteresse an der Gattung Digitalis richtet sich jedoch auf zwei andere Fingerhutarten, den Roten Fingerhut und den Wolligen Fingerhut, die einen höheren Wirkstoffgehalt besitzen und im Gegensatz zum Rostfarbigen Fingerhut auch traditionell als Heilpflanzen verwendet werden.

## Systematik
Die Erstveröffentlichung von Digitalis ferruginea erfolgte 1753 durch Carl von Linné in Species Plantarum. S. 622. Bekannte Unterarten von Digitalis ferruginea sind:
- Digitalis ferruginea subsp. ferruginea: Verbreitet in Thrakien, Randgebieten Anatoliens einschließlich der Ägäis, der Mittelmeerküste und der westlichen Schwarzmeerregion der Türkei in Tieflagen und Gebirgen von 0 m bis 2700 m Höhe. Die Blütenkrone ist relativ groß (15–23 mm) mit einem breiten Mittellappen der Unterlippe (5–8 mm). Die Blüte ist auf der Außenseite rötlich-braun bis gelblich-braun.
- Digitalis ferruginea subsp. schischkinii: Verbreitet in der türkischen Schwarzmeerregion und Ostanatolien bis zum westlichen Kaukasus in Tieflagen und Gebirgen von 100 m bis 2200 m Höhe. Die Blütenkrone ist relativ klein (10–16 mm) mit schmalem Mittellappen der Unterlippe (3–5 mm). Die Blüte ist auf der Außenseite gelb bis grünlich-gelb mit oder ohne Rotton.